# Facundo Imhoff
Facundo Imhoff (* 25. Januar 1989 in Santa Fe) ist ein argentinischer Volleyballspieler.

## Karriere
Imhoff startete seine Volleyballkarriere 2008 beim Club Ciudad de Bolívar und gewann hier gleich in seiner ersten Saison als Profi den argentinischen Pokal und die argentinische Meisterschaft. Weitere Stationen in seinem Heimatland waren Villa María Vóley, UNTreF Vóley und Lomas Vóley. Seit 2014 spielt der Mittelblocker auch in der argentinischen Nationalmannschaft, mit der er 2015 das Finale der Südamerikameisterschaft erreichte und 2017 den Panamerican Cup gewann. Anschließend spielte Imhoff in Frankreich bei Arago de Sète und ein Jahr später in Rumänien bei SCM Universitatea Craiova. 2019 kehrte er zu seinem Heimatverein Club Ciudad de Bolívar zurück und gewann mit der Nationalmannschaft die Panamerikanischen Spiele in Lima. 2020 startete Imhoff zunächst beim finnischen Verein Raision Loimu, wechselte aber im Dezember zum deutschen Bundesligisten United Volleys Frankfurt., mit dem er gleich in seinem ersten Spiel durch einen 3:2-Sieg beim VfB Friedrichshafen das Endspiel im DVV-Pokal 2020/21 erreichte, das er im Februar 2021 gegen die Netzhoppers Königs Wusterhausen gewann. Im Sommer wechselte Imhoff in die Schweiz zu Volley Amriswil.

## Persönliches
2018 outete sich Imhoff und bekannte sich offen zu seiner Homosexualität.